# Carrantuohill
Carrantuohill, Carrauntoohil (wym. kærənˈtuːl, irl. Corrán Tuathail; według różnych źródeł 1038–1041 m n.p.m.) – szczyt w górach Macgillycuddy’s Reeks (hrabstwo Kerry, Irlandia), najwyższy szczyt wyspy. 
Na szczyt nie prowadzi żaden oznakowany szlak. Trasa wejścia w znacznej części jest łatwo dostępna. Jednak jej środkowa część biegnie przez bardzo stromy żleb, w którym płynie strumień. Ze względu na zmienne i czasami trudne warunki pogodowe, miały miejsce wypadki śmiertelne wśród nierozważnych turystów.
W 1976 roku na wierzchołku ustawiono 5-metrowy krzyż, który został ścięty pod koniec listopada 2014. Tydzień później krzyż został odbudowany.